# Ani-Matilda Serebrakian
Ani-Matilda Serebrakian (armenisch Անի Մաթիլդա Սերեբրակյան; * 7. Februar 1989 in Los Angeles) ist eine ehemalige US-amerikanisch-armenische Skirennläuferin, die an den Olympischen Winterspielen 2010 teilnahm.

## Karriere
Serebrakian wurde in Kalifornien als Sohn armenischer Einwanderer geboren und besitzt deshalb sowohl die amerikanische, als auch die armenische Staatsbürgerschaft. Im Hinblick auf die Olympischen Winterspiele 2010 in Vancouver entschied sie sich für einen Verbandswechsel.
Dort schied sie im Riesenslalom aus, im Slalomrennen wurde sie disqualifiziert. Anschließend ist sie nicht mehr als Rennläuferin in Erscheinung getreten.

## Sonstiges
Ihr Bruder Arman Serebrakian ist ebenfalls Skirennläufer und nahm an den Olympischen Spielen 2014 in Sotschi teil.

## Erfolge

### Olympische Winterspiele
- Vancouver 2010: DNF Riesenslalom, DSQ Slalom

### Sonstige Erfolge
- Eine Platzierung unter den besten 5 bei einem FIS-Rennen